# Kays Ruiz-Atil
Kays Ruiz-Atil (Lione, 26 agosto 2002) è un calciatore francese di origini marocchine, centrocampista del Francs Borains.

## Caratteristiche tecniche
Centrocampista offensivo brevilineo dotato di eccellente tecnica di base, è abile nel dribbling e nel fornire assist ai compagni.

## Carriera

### Club

#### Gli inizi
Nato a Lione da una famiglia di origine marocchina, è cresciuto nel VII arrondissement giocando con la squadra locale del FC Gerland. Nel 2009 è entrato a far parte del settore giovanile dell'Olympique Lione ma dopo pochi mesi è stato messo sotto contratto dal Barcellona all'età di 7 anni, rimanendo nella Cantera blaugrana per sei stagioni.

#### PSG
Nel 2015 fa ritorno in Francia, firmando con il Paris Saint-Germain in seguito al blocco del mercato del club spagnolo per irregolarità nella compravendita di calciatori minorenni. Il trasferimento è stato al centro di controversie nel 2008 per via della contestuale assunzione del padre in società, ma ha in seguito ricevuto l'approvazione da parte delle autorità internazionali.
Nel giugno 2017 ha firmato un contratto da aspirante con il club parigino, ed il 31 agosto 2018 ha ottenuto il primo contratto professionistico valido fino al 2021. Il 12 agosto 2020 ha ottenuto la prima convocazione in prima squadra, in vista dell'incontro dei quarti di finale di Champions League contro l'Atalanta, ed il 10 settembre seguente ha debuttato fra i professionisti giocando da titolare l'incontro inaugurale di Ligue 1 perso 1-0 contro il Lens. Il 25 maggio 2021, al termine della stagione, si svincola dal club parigino.

#### Ritorno al Barcellona
Il 12 luglio 2021, fa ritorno al Barcellona, firmando un contratto di tre anni con opzione per altri due. Viene aggregato alla seconda squadra, il Barcellona B. La sua clausola rescissoria è stata fissata a 50 milioni di euro e, in caso di eventuale promozione in prima squadra, la clausola salirà a 100 milioni. L'11 maggio 2022, in accordo con la società catalana, decidono di risolvere anticipatamente il contratto, svincolandosi al termine della stagione 2021-2022.

#### Auxerre
Il 28 giugno 2022 si trasferisce a titolo definitivo all'Auxerre, club neo promosso in Ligue 1, con cui firma un contratto fino al 2025.

### Nazionale
Grazie alle sue origini, nel novembre 2016 viene convocato nelle nazionali giovanili marocchine. Nell'agosto 2017 accetta la chiamata da parte della nazionale Under-16 francese, per poi essere convocato dall'Under-19 nell'ottobre 2020. Il 3 settembre 2021 fa il suo debutto con l'Under-20 nell'amichevole pareggiata 0-0 contro la Norvegia.

## Statistiche
Statistiche aggiornate al 29 giugno 2022.

### Presenze e reti nei club
| Stagione        | Squadra             | Campionato      | Campionato | Campionato | Coppe nazionali | Coppe nazionali | Coppe nazionali | Coppe continentali | Coppe continentali | Coppe continentali | Altre coppe | Altre coppe | Altre coppe | Totale | Totale | Totale |
| Stagione        | Squadra             | Comp            | Pres       | Reti       | Comp            | Pres            | Reti            | Comp               | Pres               | Reti               | Comp        | Pres        | Reti        | Pres   | Reti   |        |
| --------------- | ------------------- | --------------- | ---------- | ---------- | --------------- | --------------- | --------------- | ------------------ | ------------------ | ------------------ | ----------- | ----------- | ----------- | ------ | ------ | ------ |
| 2020-2021       | Paris Saint-Germain | L1              | 7          | 0          | CF              | 0               | 0               | UCL                | 0                  | 0                  | SF          | -           | -           | 7      | 0      |        |
| 2021-2022       | Barcellona B        | PDR             | 11         | 0          | -               | -               | -               | -                  | -                  | -                  | -           | -           | -           | 7      | 0      |        |
| 2022-2023       | Auxerre             | L1              | 1          | 0          | CF              | 0               | 0               | -                  | -                  | -                  | -           | -           | -           | 1      | 0      |        |
| Totale carriera | Totale carriera     | Totale carriera | 19         | 0          |                 | 0               | 0               |                    | 0                  | 0                  |             | -           | -           | 19     | 0      |        |